# الکساندر مارکوویچ پولیاکوف
الکساندر مارکوویچ پولیاکوف ([Алекса́ндр Ма́ркович Поляко́в] Error: {{Lang}}: متن دارای نشانه‌گذاری ایتالیک است (راهنما)؛ زاده ۲۷ سپتامبر ۱۹۴۵) یک فیزیک‌دان در زمینه فیزیک نظری و فیزیک ذرات اهل روسیه است.